# Ann Arbor, Michigan
Ann Arbor, grad u američkoj saveznoj državi Michigan i sjedište okruga Washtenaw. Sedmi je po veličini grad u Michiganu, sa 114 024 stanovnika prema popisu iz 2000., od čega su 36 892 studenti i poslijediplomci. Navodno je Ann Arbor nazvan po suprugama osnivača i bogatim zasadima drveća u oblasti grada. Ovaj grad je najpoznatiji kao sjedište glavnog dvorista Sveučilišta Michigana, koji je premješten iz Detroita 1837.
Ekonomijom grada trenutno dominiraju obrazovanje, visoke tehnologije i biotehnologija. Prosječne cijene kuća i porezi na imovinu su značajno iznad prosječnih vrijednosti za Michigan i SAD. Grad je poznat po svojoj većinskoj liberalnoj političkoj naklonosti i velikom broju restorana i prostora za kulturne manifestacije.

## Povijest
Ann Arbor su u siječnju 1824. osnovali John Allen i Elisha Rumsey, obojica spekulanti zemljom. Postoje različite teorije o podrijetlu imena naseobine; prema jednoj, Allen i Ramsey su odlučili da ga nazovu Annarbour prema svojim suprugama, koje su se obe zvale Ann, kao i po zasadima bijelog hrasta na 260 hektara zemlje koju su od savezne vlade kupili za 800 dolara. Domoroci koji su živjeli u ovoj oblasti su nazvali naselje Ko-guš-ko-nik, po zvuku koji je proizvodio Allenov stroj za mljevenje brašna.
Ann Arbor je postao sjedište okruga Washtenaw 1827., i inkorporiran kao selo 1833. Gradić je odvojio 16 hektara neizgrađenog zemljišta i ponudio ga državi Michigan za sjedište glavnog grada države, ali je izgubio od Lansinga 1836. i 1837. godine, a ovo neiskorišteno zemljište je dato Sveučilištu Michigana, zauvijek povezujući Ann Arbor i njegovu povijest sa sveučilištem. Gradić je postao regionalno prometno raskršće 1839. dolaskom Mičigenske središnje željeznice, i 1851. Ann Arbor dobiva status grada.
Tijekom Drugog svjetskog rata, obližnja Fordova tvrtka „Willow Run“ je proizvodila bombardere B-24 Osloboditelj. Stanovništvo Ann Arbora je naglo naraslo pristizanjem vojnog osoblja, ratnih radnika i njihovih obitelji.
Tijekom 1960-tih i 1970-tih, grad je stekao reputaciju kao važan centar američke liberalne politike. Kao predsjednički kandidat, John Fitzgerald Kennedy je svoj prijedlog za osnivanje Korpusa mira prvi put predstavio na Sveučilištu Michigana 1960., a predsjednik Lyndon Baines Johnson je na Sveučilištu 1964. prvi put pozvao na Sjajno društvo. Grad je također postao važan centar ljevičarskog aktivizma, i služio je kao središte američkog pokreta za građanska prava i pokreta protiv Vijetnamskog rata, kao i studentskog pokreta. Prvi veliki sastanci nacionalne ljevičarske dvorišne skupine „Studenti za demokratsko društvo“ su održani u Ann Arboru 1960.; a 1965. je grad bio mesto prvog tič-ina u SAD-u protiv spomenutog rata u Vijetnamu. Tijekom narednih petnaest godina, u gradu su nastala i razvila značajnu podršku mnoga kontrakulturna i novoljevičarska udruženja.
Ovo je utjecalo i na lokalnu politiku, jer su tijekom ranih i sredine 1970-ih, tri člana radikalno-progresivne Stranke za ljudska prava zahvalujući studentskim glasovima. Tijekom svojih mandata, izabrani članovi su se borili za mjere uključujući prve odluke protiv diskriminacije, mjere ka legalizaciji posjedovanja marihuane, i odluku u smislu nadzora stanarina; mnoge od ovih odluka i danas su na snazi u izmijenjenom obliku.
Pored ovih liberalnih i ljevičarskih napora, u Ann Arboru je rođena i manja grupa konzervativnih institucija. Među njima su i „Božja riječ“, karizmatični među-denominacijski pokret nacionalnog nivoa u SAD, osnovan 1967., te „Pravni centar 'Thomas More'“, vodeća religiozno-konzervativna utjecajna skupina, osnovana 1999., koja sebe naziva „odgovorom kršćana na Američki savez za građanske slobode“.
Tijekom 19. stoljeća, enarbursko gospodarstvo je postepeno evoluiralo od industrijske baze ka uslužnom sektoru i tehnologijama, što se ubrzalo tijekom 1970-tih i 1980-tih. U isto vrijeme, centar grada se izmijenio od niza radnji koje su prodavale razne potrepštine ka mjestu koje uglavnom čine restorani, kafići, barovi, klubovi i zgrade specijaliziranih radnji. Tijekom prethodnih nekoliko desetljeća, Ann Arbor se sve više suočava s efektima vrtoglavo rastućih vrijednosti zemljišta i gentrifikacije, kao i urbanog prostiranja koje seže daleko u okolna ne-gradska područja. 4. studenog 2003., anarborski glasači su odobrili plan zelenog pojasa, prema kojem bi gradska vlast kupila prava na razvoj na traktovima zemlje susjednim gradu kako bi ih zaštitila od urbanog razvoja. Od tada, glasna lokalna debata se vodi o tome da li, i kako, treba omogućavati i usmjeravati razvoj unutar granica grada.

## Zemljopis i gradski pejzaž
Bogatstvo drveća u Ann Arboru je plod kampanje ponovnog pošumljavanja ranog 20. stoljeća. Prema Popisnom zavodu Sjedinjenih Američkih Država, grad ima površinu od 71,7 km2, od čega 70 km2 zemlje i 1,7 km2 vodenih površina, od čega se najveći dio odnosi na rijeku Huron. Ann Arbor se nalazi približno 64 km zapadno od Detroita. Sjeverno i istočno od grada se nalazi Ann Arbor Charter Township.
Ann Arbor se nalazi na reci Huron, u produktivnoj poljoprivrednoj i voćarskoj oblasti. Pejzaž grada se sastoji od brjegova i dolina, pri čemu teren postaje strmiji u blizini Hurona. Nadmorska visina varira od 230 m uz rijeku Huron do preko 305 m na zapadnoj strani grada uz autocestu I-94. Opće govoreći, dio grada od centra ka zapadu i sjeverozapadni krajevi, kao i Sjeverno dvorište Sveučilišta Michigana su najviši dijelovi grada; najniži dijelovi su uz rijeku Huron i na jugoistoku. Općinska zračna luka Ann Arbor, koji se nalazi južno od grada na 42°13.38′N, 83°44.74′W je na nadmorskoj visini oko 256 m.
Nadimak Ann Arbora, „grad drveća“, potječe od guste šume njegovih parkova i rezidencijalnih krajeva. U gradu se nalazi više od 50 000 drva uz ulice, i isto toliko u gradskim parkovima. Sredinom 2000-tih, štetočina roda Agrilus planipennis je uništila mnoge od oko 10 500 gradskih jasena. U gradu se nalazi 147 općinskih parkova, od malih u susjedstvu do velikih oblasti za rekreaciju, uz nekoliko velikih gradskih parkova i sveučilišni park uz dionice rijeke Huron. Najveći među njima su Argo, Riverside, County Farm i Gallup (blizu Huron Parkwaya), dok Oblast za rekreaciju Fuller, blizu kompleksa sveučilišne bolnice, sadrži športska igrališta, pješačke i biciklističke staze i bazene. Arboretum Nichols (lokalno poznat kao „Arboretum“ ili naprosto „Arb“ (The Arb)), koji održava Sveučilište Michigana, zaštićeno je područje od 50 hektara koje sadrži stotine vrsta biljaka i drveća na istočnoj strani grada u blizini središnjeg sveučilišnog dvorišta.
U centru grada, glavni komercijalni krajevi su prodavaonice u Kerrytownu i tri poslovna distrikta oko ulica Main, State i Južne sveučilišne avenije. Južno od centra grada izdvajaju se tri komercijalna kraja: predio u blizini autoceste I-94 i ceste Ann Arbor–Saline, tržišni centar Briarwood i oblast oko Južne industrijske avenije. Među drugim komercijalnim oblastima su centar „Arborland“ i zgrade radnji uz aveniju Washtenaw, te iste oko ceste Packard na istoku; oblast oko ceste Plymouth na sjeveroistoku, i centar „Westgate“, te zgrade radnji uz Bulevar Zapadni Stadion na zapadnoj strani. Centar grada sadrži mješavinu građevina iz 19. i ranog 20. stoljeća i modernih zgrada, kao i tržnicu u distriktu Kerrytownu. Komercijalne oblasti grada se sastoje mahom od građevina visokih dva do četiri kata, iako se u centru i oblasti oko tržišnog centra Briarwood nalazi i manji broj visokih zgrada.
Rezidencijalni krajevi sadrže paket arhitektonskih stilova, od klasičnih iz 19. i ranog 20. stoljeća do kuća u stilu američkog ranča. Kuće u suvremenom stilu su dalje od centra. Dvorište Sveučilišta Michigana okružuju kuće i kompleksi stanova koje mahom najme studenti. Tower Plaza, zgrada kondominijuma visoka 26 katova između sveučilišnog dvorišta i centra, je najviša zgrada u Ann Arboru. Građevine iz 19. stoljeća i izgled ulica Stare zapadne strane su očuvani praktično netaknuti; 1972. godine, ovaj kraj je uvršten u Nacionalni registar povijesnih mjesta SAD-a, a osim i preko ovoga ga štite i gradska pravila i neprofitna skupina za očuvanje.

## Klima
Ann Arbor ima vlažnu kontinentalnu klimu s izraženim godišnjim dobima, tipičnu za američki Srednji zapad, na koju utječu Velika jezera. Osjetna su četiri godišnja doba, od kojih su zime hladne s umjerenim snježnim padalinama, dok ljeta mogu biti topla i vlažna. Oblast Ann Arbora osjeća tzv. efekt jezera, prvenstveno u obliku povećane naoblake tijekom kasne jeseni i rane zime. Prosječna najviša temperatura u srpnju iznosi 28 °C, dok je prosječna najniža temperatura u siječnju -9 °C. Međutim, ljetne temperature mogu lako premašiti 32 °C, dok zimske mogu pasti ispod -17 °C. Prosječne mjesečne padaline su između 44 i 92 mm, pri čemu ih je najviše tijekom ljetnih mjeseci. Snijeg, koji uobičajeno pada od studenog do travnja, može iznositi od 3 do 25 cm mjesečno. Najviša zabilježena temperatura je 41 °C (24. srpnja 1934.), dok je najniža iznosila −30 °C (19. siječnja 1994.).

## Stanovništvo
Prema popisu iz 2000., u Ann Arboru je obitavalo 114 024 ljudi, postojalo 45 693 domaćinstava i 21 704 obitelji koji su stanovali u gradu. Gustoća naseljenosti je bila 1 629,9 stanovnika na km2. Bilo je 47 218 stambenih jedinica s prosječnom gustoćom od 675 jedinica po km2, što čini grad rjeđe naseljenim od bliskih predgrađa Detroita poput Oak parka i Ferndalea kao i samog grada, ali gušće od daljih prigradskih naselja Detroita poput Livonije. Rasni sastav grada je ovakav: 74,68% bijelaca, 8,83% crnaca ili Afroamerikanaca, 0,29% Indijanaca (domorodaca), 11,9% Azijata, 0,04% podrijetlom s tihooceanskih otoka, 1,21% drugih rasa, i 3,05% iz jedne ili više rasa. 3,34% stanovnika su bili Hispanoamerikanci ili Latinosi. Zbog privlačne snage sveučilišta, grad ima jedan od najvećih postotaka stanovnika rođenih izvan SAD u Michiganu, 16,6%.
Od 45 693 domaćinstava, 23,0% je imalo djecu ispod 18 godina koji su živjeli s njima, 37,8% su bili parovi supružnika koji žive zajedno, 7,5% su imale žensku glavu obitelji bez prisutnog supružnika, dok 52,5% nisu bile obitelji. 35,5% domaćinstava su činili pojedinci, a 6,6% je imalo nekoga starog 65 ili više godina tko je živio sam. Prosječna veličina domaćinstva je bila 2,22, a prosječna veličina obitelji je bila 2,90.
Stanovništvo je bilo rašireno po starosti. 16,8% je bilo mlađe od 18 godina, 26,8% je bilo između 18 i 24 godina, 31,2% između 25 i 44 godina, 17,3% između 45 i 64 godina, i 7,9% sa 65 ili više godina. Srednja starost je bila 28 godina. Na svakih 100 žena bilo je 97,7 muškaraca; na svakih 100 žena starih 18 ili više godina, bilo je 96,4 muškaraca.
Srednja godišnja primanja domaćinstva u gradu iznosila su 46 299 $, dok su srednja godišnja primanja za obitelj 71 293 $. Muškarci su imali srednja primanja od 48 880 $, žene 36 561 $. Primanja po glavi stanovnika su iznosila 26 419 $. Približno 4,6% obitelji i 16,6% stanovništva je bilo ispod granice siromaštva, uključujući i 7,3% onih ispod 18 godina i 5,1% onih starih 65 i više godina.
Stopa kriminala u Ann Arboru je 2000. bila ispod nacionalnog prosjeka SAD. Stopa nasilnog zločina je bila mnogo više ispod nacionalnog prosjeka od stope imovinskog kriminala; one su bile, redom, 48% i 11% ispod nacionalnog prosjeka.
Časopis Expansion Management stupnjevao je Ann Arbor na mjestu broj 1 među 362 gradska područja SAD po „količniku radnika sa znanjem“. Od oko 410 000 odraslih stanovnika šireg područja grada, gotovo 74 000 (18%) imaju stupanj magistra ili doktora znanosti ili viši medicinski stupanj.

## Gradska uprava
Ann Arbor ima „vijeće-menadžer“ sustav lokalne uprave. Gradonačelnik, koji se bira svake parne godine, je predsjedavajući činovnik Gradskog vijeća i ima ovlast imenovanja svih članova odbora Vijeća kao i članove Odbora i Komisije, uz odobrenje Gradskog vijeća. Trenutni gradonačelnik Ann Arbora je John Hieftje (Demokratska stranka), koji je na ovom položaju od izbora 2000. Gradsko vijeće ima deset članova, dva iz svakog od pet krajeva (wards) grada, pri čemu gradonačelnikov glas odlučuje u slučaju izjednačenog glasovanja. Članovi Vijeća se biraju na dvogodišnje mandate; polovica se bira svake godine. Enarborske radnje nadgleda Gradski administrator, kojeg bira Vijeće.
En Arbor je u 15. Kongresnom distriktu SAD, i trenutno ga predstavlja John Dingell (Demokratska stranka). Na nivou Michigana, grad je u 18. distriktu Senata. U Predstavničkom domu Michigana, grad Ann Arbor je u 53. distriktu, dok su sjeveroistočni Ann Arbor i En Arbor Township u 52. distriktu. Kao sjedište okruga Washtenaw, grad je i sjedište parničnih, građanskih i kaznenih sudova okruga. U Ann Arboru se nalazi i Distriktni sud SAD-a, u čijoj SE zgradi, u centru grada, nalazi i pošta.
Ljevičarska politika je bila posebno snažna u općinskoj vlasti od 1960-tih. Ova orijentacija je evidentna u donošenju snažnih gradskih odredbi protiv diskriminacije. Glasači su odobrili amandmane na gradsku povelju koji su smanjili kazne za posjedovanje marihuane (1974.), i koji služe da zaštite pristup okončanju trudnoće u gradu ako bi ono ikada postalo ilegalno u Michiganu (1990.). Pobjeda Kathy Kozachenko u kampanji za Gradski senat Ann Arbora 1974. je ovu učinila prvim otvoreno homoseksualnim kandidatom da bude izabran na bilo koju javnu funkciju u SAD. 1975. godine, Ann Arbor je postao prvi grad u SAD koji je uveo preferencijalni sistem automatskog drugog kruga za izbor gradonačelnika. Proces, koji je usvojen na inicijativu koju je sponzorirala lokalna Stranka ljudskih prava, koja se bojala rasipanja liberalnih glasova, je odbačen 1976. nakon što je korišten za samo jedne izbore. Prema stanju iz prosinca 2006., gradonačelnik i svi članovi Vijeća su bili članovi Demokratske stranke.

### Gradovi prijatelji
Ann Arbor ima sedam gradova prijatelja.
- Tübingen, Njemačka (od 1965.)
- Belize, Belize (od 1967.)
- Hikone, Japan (od 1969.)
- Peterborough, Kanada (od 1983.)
- Juigalpa, Nikaragva (od 1986.)
- Dakar, Senegal (od 1997.)
- Remedios, Kuba (od 2003.)

## Gospodarstvo
Sveučilište Michigana značajno oblikuje gospodarstvo Ann Arbora. Zapošljava oko 38 000 radnika, od kojih oko 7 500 u medicinskom centru. Druge poslodavce u grad privlače sveučilišna sredstva za istraživanja i razvoj, kao i diplomci. Tako su druge važne sastavnice gradskog gospodarstva visoke tehnologije, zdravstvene usluge i biotehnologija; u gradu se nalaze brojni zdravstveni uredi, laboratoriji i pridružene kompanije. Proizvođači automobila, poput General Motorsa i Forda, također zapošljavaju stanovnike Ann Arbora.
Mnoge tvrtke u oblasti visoke tehonologije se nalaze u gradu. Tijekom 1980-tih, Ann Arbor Terminals (enarborski terminali) su izradili video-prikazni terminal nazvan Ann Arbor Ambassador (enarborski veleposlanik). Druge tvrtke visoke tehonologije u oblasti Ann Arbora uključuju Arbor Networks, dobavljač sustava za inženjering i sigurnost internetskog prometa, Arbortext, koji proizvodi programsku podršku za izdavaštvo zasnovano na XML-u, JSTOR, za digitalnu pismohranu akademskih časopisa), MediaSpan, za programsku podršku za novinsko izdavaštvo i ASP usluge, te ProQuest, čiji je dio University Microfilms International (Međunarodni sveučilišni minifilmovi).
Među mrežnim mjestima i tvrtkama za onlajn medije u gradu i okolici su All Media Guide, Everything 2 i Weather Underground. U Ann Arboru se također nalazi i Centar za informatičke tehnologije Michigana, u čijim su uredima Internet2 i mreža 'Merit, neprofitna istraživačka i obrazovna računalna mreža. 11. srpnja 2006., Google je objavio planove da otvori odsjek u Ann Arboru sa 1 000 zaposlenih za svoj AdWords program, kasnije tijekom godine.
Pfizer, drugi po veličini poslodavac u gradu, ima veliki centar za farmaceutska istraživanja (jedan od tri velika Pfizerova centra u SAD) na sjeveroistočnoj strani Ann Arbora. 27. siječnja 2007., Pfizer je saopćio da će centar u Ann Arboru biti zatvoren do kraja 2008. Centar je ranije bio dio Warner-Lamberta i, prije toga, Parke-Davisa. U gradu se nalaze i drugi istraživački i inženjerski centri, uključujući i centre General Dynamicsa i Nacionalne oceanske i atmosferske službe SAD. Među drugim istraživačkim centrima u gradu su i Nacionalni laboratorij za vozila i emisije gasova Agencije za zaštitu životne sredine SAD i Tehnički centar Tojote.
Nekoliko velikih kompanija imaju poslovno sedište u An Arboru. Prvu knjižaru, Borders, su 1971. na ulici State otvorila braća Tom i Louis Borders, koji su počeli s otvaranjem drugih zgrada radnji u široj oblasti 1985. godine. Danas veliki nacionalni lanac Borders i dalje ima sjedište u gradu, kao i svoju vodeću knjižaru (iako ne na prvobitnom mjestu). Unutar vodeće knjižare su dozvoljeni psi, za koje radnici na kasi uvijek imaju spremne poslastice. Lanac pizzerija Dominos ima poslovno središte nadomak Ann Arbora na farmama Dominos, kompleksu od 109 hektara inspiriranim Frankom Lloyd Wrighteom, neposredno sjeveroistočno od grada. Korporacija Flint Ink, također osnovana u Ann Arboru, je dugo bila najveći proizvođač mastila na svijetu u privatnom vlasništvo. Listopada 2005., ovu tvrtku je kupila XSYS Print Solutions iz Stuttgarta). Još jedna tvrtka sa sjedištem u Ann Arboru je Zingerman's Delicatessen, koja služi sendviče, židovsku i međunarodnu hranu namijenjenu višem tržišnom segmentu, i razvila je unosan posao pod više robnih marki. Zingerman's je izrastao u obitelj kompanija koje nude razne proizvode (pekara, mljekara i narudžbe poštom) i usluge (poslovno obrazovanje).
U gradu su osnovane i mnoge kooperative; među onima koje su i dalje aktivne su Peoples Food Co-op i Inter-kooperativno vijeće na Sveučilištu Michigana, kooperativa za studentski smještaj osnovana 1937. Sjevernoamerički studenti kooperacije (NASCO) je međunarodno udruženje kooperativa sa sjedištem u Ann Arboru. Neposredno sa zapadne strane granica grada nalaze se tri zajednice za skupni život — Sunward, Grat Oak i Touchstone.

## Obrazovanje

### Visoko obrazovanje
Sveučilište Michigana je dominantna institucija visokog obrazovanja u Ann Arboru, koja daje izraženu atmosferu koledž gradića. Dobar dio dvorišta se nalazi uz ili je izmiješan sa središnjim distriktom grada. Pošto su se dvorište i grad širili jedan uz drugi, često nema jasne granice između ova dva, tako da su neke sveučilišne zgrade raštrkane kroz najveći dio centra grada.
Među drugim lokalnim koledžima i sveučilištima su sveučilište Cleary, privatna škola za unosan posao; sveučilište Concordia, luteranska škola „slobodnih umjetnosti“, i Zajednički koledž Washtenawa. Pravna škola Ave Maria, katolička škola koju je osnovao suosnivač Dominos farmi Tom Monaghan, je otvorena blizu sjeveroistočnog Ann Arbora 2000. godine, ali će se preseliti u jugozapadnu Floridu 2009. godine.

### Osnovne i srednje škole
Lokalnim javnim obrazovanjem upravlja Javni školski distrikt Ann Arbor. Sustav — koji pohađa 16 974 učenika (rujan 2005.) — se sastoji od 21 osnovne škole, pet nižih srednjih škola (middle school) i pet srednjih škola (high school: dvije tradicionalne, Pioneer i Huron, te tri alternativne: Community High, Stone i Roberto Clemente). Zbog problema s prevelikim brojem učenika u dvije tradicionalne srednje škole, u izgradnji je treća tradicionalna srednja škola, Skyline, koja će biti otvorena u rujnu 2008. Školski distrikt također upravlja i program K-8 otvorene škole, Ann Arbor Open, izrasle iz nekadašnje Mack škole. Ovaj program je otvoren za sve obitelji koje žive unutar školskog distrikta. Javne škole Ann Arbora također vode i predškolski i obiteljski centar, s programima za novorođenčad podložnu rizicima odmah po rođenju i drugim programima za djecu podložnu rizicima prije klasičnog obdaništa. Predškolski centar distrikta ima besplatne i programe zasnovane na školarini za predškolce u distriktu. U Ann Arboru se nalazi preko 20 privatnih škola, uključujući Rudolf Steiner školu, Clonlara školu i Greenhills, pripremnu školu blizu Sveučilišta Concordia.

## Kultura
Mnoge kulturne znamenitosti i događaje sponzorira Sveučilište Michigana. Na sveučilišnom dvorištu je nekoliko skupina i ustanova za scenske umjetnosti, kao i muzeji umjetnosti, arheologije, prirodnjaštva i prirodnih znanosti. Među lokalnim i obližnjim skupinama za scenske umjetnosti koje nisu vezane za sveučilište su Građansko kazalište Ann Arbora, Opersko kazalište Ann Arbora, Simfonijski orkestar Ann Arbora, Baletsko kazalište Ann Arbora, Građanski balet Ann Arbora (osnovan 1954. kao prva čarterovana baletska trupa u Michiganu), i Performance mreža, koja upravlja kazalištem u centru grada koji često nudi nove ili netradicionalne predstave.
Muzej „iskusi sam“ Ann Arbora (The Ann Arbor Hands-On Museum), koji se nalazi u presređenoj i proširenoj povijesnoj vatrogasnoj stanici u centru grada, sadrži više od 250 interaktivnih eksponata o znanosti i tehnologiji. U gradu postoji više umjetničkih galerija, posebno u centru grada i oko dvorišta Sveučilišta Michigana. Pored velike restoranske scene uz ulicu Main, Južnu State ulicu i Južnu sveučilišnu aveniju, Ann Arbor je na prvom mJestu među američkim gradovima po broju knjižara i broju prodatih knjiga po stanovniku. Knjižnica distrikta Ann Arbor ima četiri isturena odsjeka pored glavne zgrade u centru grada; 2008. godine će nova zgrada odsjeka zamijeniti ogranak koji se trenutno nalazi u tržišnom centru Plymouth. U gradu se nalazi i Predsjednička knjižnica Geralda Rudolpha Forda.
Nekoliko godišnjih događaja — od kojih su mnoga uperena u scensku i vizualnu umjetnost — privlače posjetitelje u Ann Arbor. Jedno od njih su UmJetnički sajmovi Ann Arbora, skup četiri istovremena sajma koje ocjenjuje žiri koji se održava na ulicama centra grada od 1960. Sajmovi, koji su zakazani od srIJede do subote u trećoj sedmici SRPNJA, privlače preko 500 000 posjetitelja. Jedan događaj nevezan za umjetnosti je Hash Bash, koji se održava prve subote travnja kao podrška reformi zakona o marihuani u SAD. Prvi put je održan 1971. Naga milja, u kojoj studenti krajem travnja trče goli ulicama proslavljajući kraj zime, se održava od 1986. Međutim, počevši od 2000., sveučilište i gradska policija suzbijaju događaj navodeći sigurnosne razloge, što je smanjilo broj trkača.
Ann Arbor ima značajnu scenu sveučilišnog športa, posebno na Sveučilištu Michigana, koji je dio Konferencije velikih deset. U gradu je nekoliko dobro poznatih objekata za sveučilišne športove, uključujući i Stadion Michigan, najveći stadion za američki nogomet na svetu, kapaciteta 107 501 gledatelja. Stadion je kolokvijalno poznat kao „Velika kuća“. Crisler arena i Yost ledena arena su domaćini sveučilišnog košarkaškog i hokejaškog predstavništva. Sveučilište Concordia, član Nacionalnog udruženja za međusveučilišnu atletiku, također ima športska predstavništva.
Stanovnik Ann Arbora se zove Enarborac (Ann Arborite), dok mnogi dugogodišnji stanovnici sebe nazivaju townies (mještani). Sam grad se često naziva A2 („A na kvadrat“), ili „A dva“, ili, rjeđe, „grad drveća“. Skorije, neki mlađi stanovnici su počeli nazivati Ann Arbor „As dvojka“ (Ace Deuce) ili jednostavno „dvojka“. U šaljivom potkačinjanju liberalnog političkog naklona grada, neki ponekad nazivaju grad Narodna Republika Ann Arbor ili 25 kvadratnih milja okruženih stvarnošću, pri čemu je ova druga fraza prilagođena iz riječi kojima je guverner Wisconsina Lee Dreyfus opisao Madison.

## Mediji
Ann Arbor News (Vijesti Ann Arbora), koji je u vlasništvu mičigenskog lanca Booth Newspapers, su glavne dnevne novine u gradu. Među drugim ustanovljenim izdanjima u gradu je Ann Arbor Observer', mjesečni časopis koji pokriva lokalnu kulturu, politiku, obiteljski život, posao i povijest, kao i iscrpni kalendar događaja; Current (Aktualno), vodič zabave i Ann Arbor Paper (Enarborski list), besplatni mjesečnik koji je prestao postojati. Oblast dvorišta Sveučilišta Michigana opslužuju mnoga studentska izdanja, uključujući i neovisni dnevnik Michigan Daily (Michigan dnevno). Poslovni pregled Ann Arbora (Ann Arbor Business Review) pokriva lokalne radnje. Časopisi Car and Driver (Automobil i vozač) i Automobile Magazine (Automobilski magazin) su također bazirani u Ann Arboru.
Tri glavne radijske stanice na srednjim valovima u Ann Arboru su WAAM 1600, stanica za vijesti i razgovore, WLBY 1290, koja je dio liberalno-progresivne mreže, Air America radio, i WTKA 1050, koja je prvotno športska stanica. Među stanicama na kratkim valovima su WUOM 91.7, u suradnji s Nacionalnim javnim radijem, državna stanica WWWW 102.9, alternativna stanica WQKL 107.1, i WCBN 88.3, nekomercijalna stanica koju vode studenti, u čijem su programu eklektičan izbor glazbe i pitanja od javnog zanimanja. U gradu se također mogu čuti javni i komercijalni radio emiteri iz obližnjeg Ypsilantija, oblasti Lansinga i Jacksona, Detroita, Windsora (Kanada) i Toleda (Ohio).
Stanica WPXD kanal 31, u suradnji s televizijskom mrežom ION, je registrirana na grad. Televizijska mreža zajednice (CTN) je kabelski televizijski kanal, koji pruža grad, i čija je produkcijska oprema na raspolaganju stanovnicima grada i neprofitnim organizacijama. Radijske i televizijske stanice iz Detroita i Toleda se također mogu primati u Ann Arboru, dok se u nekim dijelovima mogu pratiti i stanice iz Lansinga i Windsora.
Dva glavna bloga pružaju mogućnost za javnu raspravu o lokalnim vijestima i pitanjima, često o pitanjima stanovanja, planiranja i nekretnina. Blog Ann Arbor is Overrated („Ann Arbor je precijenjen“) vodi anonimni poslijediplomac, dok Arbor Update („Novo u Arboru“) vodi skupina lokalnih dobrovoljaca.

## Zdravstvo i javne službe
Medicinski centar Sveučilišta Michigana, vodeća zdravstvena služba u gradu, je bila na 14. mestu na popisu najboljih bolnica časopisa U. S. news and World Report (Vijesti SAD-a i izvješća iz svijeta). Zdravstveni sustav Sveučilišta Michigana (UMHS) uključuje u svom središnjem kompleksu Sveučilišnu bolnicu, C.S. Mott dječju bolnicu i Žensku bolnicu. Zdravstveni sustav SM također vodi i klinike i druge objekte po sustavu doma zdravlja na drugim mjestima u gradu. Među drugim velikim medicinskim centrima u oblasti su veliki objekt u Ann Arboru kojim rukovodi američko Tajništvo za veteranske poslove, te bolnica Saint Joseph Mercy u obližnjem Superior Townshipu.
Grad osigurava odvod kanalizacije i usluge dobavljanja vode, pri čemu se voda crpi iz rijeke Huron i podzemnih izvora. Postoje dva postrojenja za prečišćavanje vode, jedan glavni i tri periferna spremnika, četiri stanice za pumpanje i dva vodena tornja. Ovi objekti opslužuju grad, koji je podijeljen na pet distrikta za vodu. Gradsko tajništvo za vodu također upravlja s četiri brane na rijeci Huron, od kojih dvije i generiraju hidroelektričnu energiju. Grad također nudi i usluge odlaganja smeća, pri čemu se Recycle Ann Arbor bavi uslugama reciklaže. Ostale službe obavljaju privatne tvrtke. Električnu energiju i plin dobavlja DTE Energy. Glavni dobavljači usluga fiksne telefonije u oblasti Ann Arbora su AT&T (naslednik Michigan Bella), Ameritech i SBC Communications. Telefonske usluge nude i brojne nacionalne kompanije za mobilnu telefoniju. Usluge kabelske televizije prvenstveno osigurava Comcast.

## Promet
Grad okružuju tri autoceste: I-94, koji ide uz južni dio grada, US 23, koji uglavnom teče uz istočnu obalu grada, i M-14, koji vodi sjevernom ivicom grada. Ulice u centru Ann Arbora uglavnom prate pravokutnu mrežu, iako je ovakva mreža rjeđa u okolnim krajevima. Veće ceste se granaju iz središnjeg distrikta kao krakovi na točku ka autocestama oko grada. Neke od glavnih površinskih arterija vode ka susretu I-94 i M-14 na zapadu, ka US 23 na istoku, i ka južnim krajevima grada. Razvijena mreža biciklističkih staza također ispresijeca grad.
Prometna uprava Ann Arbora (Ann Arbor Transportation Authority), koja posluje pod markom The Ride, obavlja usluge javnog autobusnog prijevoza kroz Ann Arbor i obližnji Ypsilanti. Unutar dvorišta Sveučilišta Michigana radi i poseban sustav besplatnih autobusa. S autobusnog terminala u centru grada, koji je jedini preostali primjerak „strimlajn modern“ arhitekture u gradu, polaze međumjesni autobusi Greyhounda. Megabus vozi dva puta dnevno bez presjedanja do Chicaga. Amtrak, američki nacionalni željeznički prijevoznik, nudi autobusni transfer do Istočnog Lansinga i Toleda (Ohio), ali samo za putnike koji presjedaju na željeznicu.
Općinska zračna luka Ann Arbor je mali objekt za opću avijaciju koji se nalazi južno od I-94. Zračna luka Detroit je metropolitna, velika međunarodna zračna luka ove oblasti, je oko 45 km istočno od Ann Arbora, u Romulusu. Zračna luka Willow Run u obližnjem Ypsilantiju služi teretne, poslovne i klijente iz oblasti opće avijacije.
Grad je bio značajno željezničko raskršće, posebno za teretni promet između Toleda i luka sjeverno od Chicaga, od 1878. do 1982. Međutim, enarborska željeznica je također prodavala i značajan broj putničkih karata (1,1 000 000 (1913.)). Grad je od 1837. opsluživala i Središnja željeznica Michigana. Amtrak opslužuje Ann Arbor svojim servisom Wolverine tri puta dnevno u svakom smJeru između Chicaga i Pontiaca, preko Detroita. Vlakovi kreću sa Željezničke stanice Ann Arbor, koja je današnji susjed nekadašnjeg Središnjeg depoa Michigana, koji je presređen kao restoran 1969. Postoje planovi da se između Ann Arbora i Detroita izgradi prigradska željeznička veza, za izgradnju koje su savezne vlasti SAD osigurale 100 000 000 $. Skoriji planovi da se izgradi putnička željeznička veza između Howella i Ann Arbora počevši od ljeta 2007. su odloženi za najmanje godinu dana.

## Vanjske poveznice
- Službena stranica
- Ann Arbor Area Convention and Visitor's Bureau
- Arbor Update  Arhivirana inačica izvorne stranice od 26. listopada 2020. (Wayback Machine)
- ArborWiki